# Starstreak
El Starstreak es un misil tierra-aire británico de corto alcance que se puede utilizar como MANPADS o en sistemas más pesados, fabricado por Thales Air Defence (anteriormente Shorts Missile Systems), en Belfast, Irlanda del Norte. El Starstreak ha estado en servicio con el ejército británico desde 1997. En 2012, Thales relanzó el sistema como ForceSHIELD.

## Desarrollo
El desarrollo del misil comenzó a principios de la década de 1980 después de que una evaluación de las opciones de misiles y armas para aumentar las capacidades de defensa aérea mostrara que un sistema de misiles de alta velocidad satisfaría mejor las necesidades y también podría reemplazar los misiles lanzados desde el hombro existentes. Un requisito del personal general (GSR 3979) se redactó con los requisitos del sistema, especificando el requisito de tres plataformas de lanzamiento para el misil: 
- Un lanzador autopropulsado.[1]
- Un lanzador ligero de tres asaltos.[1]
- Un lanzador portátil.[1]

En 1984, el Ministerio de Defensa británico otorgó contratos de desarrollo a British Aerospace (BAe) y Shorts Missile Systems; el misil BAe se conocía como Thunderbolt HVM. Shorts ganó la competencia y recibió 356 millones de libras esterlinas. Un mayor desarrollo y un contrato de producción se materializaron en noviembre de 1986, y el misil se aceptó oficialmente en servicio en septiembre de 1997. El misil estaba destinado a reemplazar el misil tierra-aire Javelin en el servicio británico. Las versiones LML y lanzadas desde el hombro han estado en uso desde 2000. En julio de 2001, Thales recibió un contrato para un sistema sucesor de IFF para Starstreak.
A mediados de 2007, Thales UK en Irlanda del Norte reveló que había desarrollado Starstreak II, un sucesor muy mejorado del misil Starstreak. Algunas de las ventajas de la nueva versión son un rango aumentado de 7 km (4,3 mi), letalidad mejorada, un sistema de orientación mejorado, y techo operativo mucho más alto. En 2011, cuando ganó un contrato para el Misil ligero polivalente (LMM), Thales anunció que había acordado con el Ministerio de Defensa "reorganizar los presupuestos previamente contratados para facilitar el desarrollo a gran escala, la producción en serie y introducción del LMM". Se especula que el contrato afectado fue Starstreak.

## Descripción
Cuando se usa en la función de luz o MANPADS, el misil Starstreak se transporta en un tubo de lanzamiento sellado. Este tubo está unido a una unidad de puntería para disparar. El operador rastrea el objetivo utilizando la mira ópticamente estabilizada de la unidad de puntería. El proceso de seguimiento del objetivo permite que la unidad de puntería calcule la trayectoria correcta para acercar el misil al objetivo. El operador puede indicar la dirección del viento a la unidad y, en el caso de un objetivo de largo alcance, proporcionar peralte. Cuando se completa el seguimiento inicial, el operador dispara el misil presionando un botón. Luego, el misil dispara el motor del cohete de primera etapa; esto lanza el misil desde el tubo, pero se quema antes de salir del tubo para proteger al operador 4 metros (13,1 pies) lejos del operador, cuando el misil está a una distancia segura, se dispara la segunda etapa. Esto acelera rápidamente el misil a una velocidad de combustión superior a Mach 4. Cuando la segunda etapa se quema, se liberan tres submuniciones de dardos.
La carcasa del dardo está hecha de tungsteno aleación. Cada uno de los dardos tiene 396 milímetros (15,6 plg) de largo, 22 milímetros (0,9 plg) de diámetro y aproximadamente 900 gramos (31,7 oz) de masa. Alrededor de la mitad del peso de cada dardo, aproximadamente 450 g (15,9 oz), es su carga explosiva, detonada por un fusible de acción retardada activado por impacto. Cada dardo consta de un cuerpo delantero giratorio, con dos aletas canard, unido a un conjunto trasero no giratorio con cuatro aletas. El conjunto trasero de cada dardo también alberga la electrónica de guía, incluido un sensor orientado hacia atrás. Los dardos no se dirigen a la energía láser reflejada desde el objetivo; en cambio, la unidad de puntería proyecta dos rayos láser que pintan una matriz bidimensional sobre el objetivo. Los láseres están modulados y, al examinar estas modulaciones, el sensor de submuniciones puede determinar la ubicación del dardo dentro de la matriz. Luego se dirige el dardo para mantenerlo en el centro de la matriz. Las submuniciones se dirigen desacelerando brevemente el cuerpo delantero giratorio con un embrague. Luego, las alas delanteras dirigen el misil en la dirección apropiada. Las tres submuniciones vuelan en una formación de aproximadamente 1,5 metros (4,9 pies) de radio y tienen suficiente energía cinética para maniobrar y alcanzar un objetivo a 7000 metros (22 965,9 pies) de altitud.